# Agha Mirek
Аgha Mirek (également Agha Mirek Isfahani, ou Aqa Mirak), est un miniaturiste persan qui fut actif entre 1520  et 1575 environ.

## Biographie
Аgha Mirek est natif d'Ispahan et appartient aux familles descendant de Mahomet (sayed). Il arrive à Tabriz vers 1520 qui était alors la capitale de l'empire perse et travaille à la bibliothèque royale (ketabkhaneh). Doust Mohammad, vivant au XVIe siècle, lui-même peintre de miniatures et auteur d'un « Traité de la calligraphie et des peintres » le cite avec Mir Mossavver comme peintres à la cour de Tahmasp Ier (1514-1576). Les deux sayeds sont employés aux fresques du palais du frère du chah, Sam Mirza, et participent aux travaux d'illustration des manuscrits de la cour. Les contemporains de l'époque remarquent que des liens d'amitié se tissent entre le jeune chah Tahmasp et Agha Mirek ;  ce dernier participe aux banquets et aux soirées de prise de vin que fait donner le chah. Il était considéré comme bon vivant et écrivait des vers.
Behzad dirige la bibliothèque royale (kitabkhaneh) à partir de 1522 et Agha Mirek profite de son enseignement, ainsi que d'autres peintres talentueux, comme Kassim Ali, Nizameddine Sultan Mohammad, etc.
Il est connu pour ses miniatures qui sont souvent décorées aux marges d'animaux fantastiques, comme l'on peut l'admirer à propos du manuscrit intitulé Le Golestân illustrant l'œuvre de Saadi, qui est conservé dans une collection privée de Houston.  S'il peint des animaux fantastiques, il sait aussi peindre avec brio les simples animaux de la Création. Agha Mirbek est considéré comme le meilleur peintre animalier de son temps. .

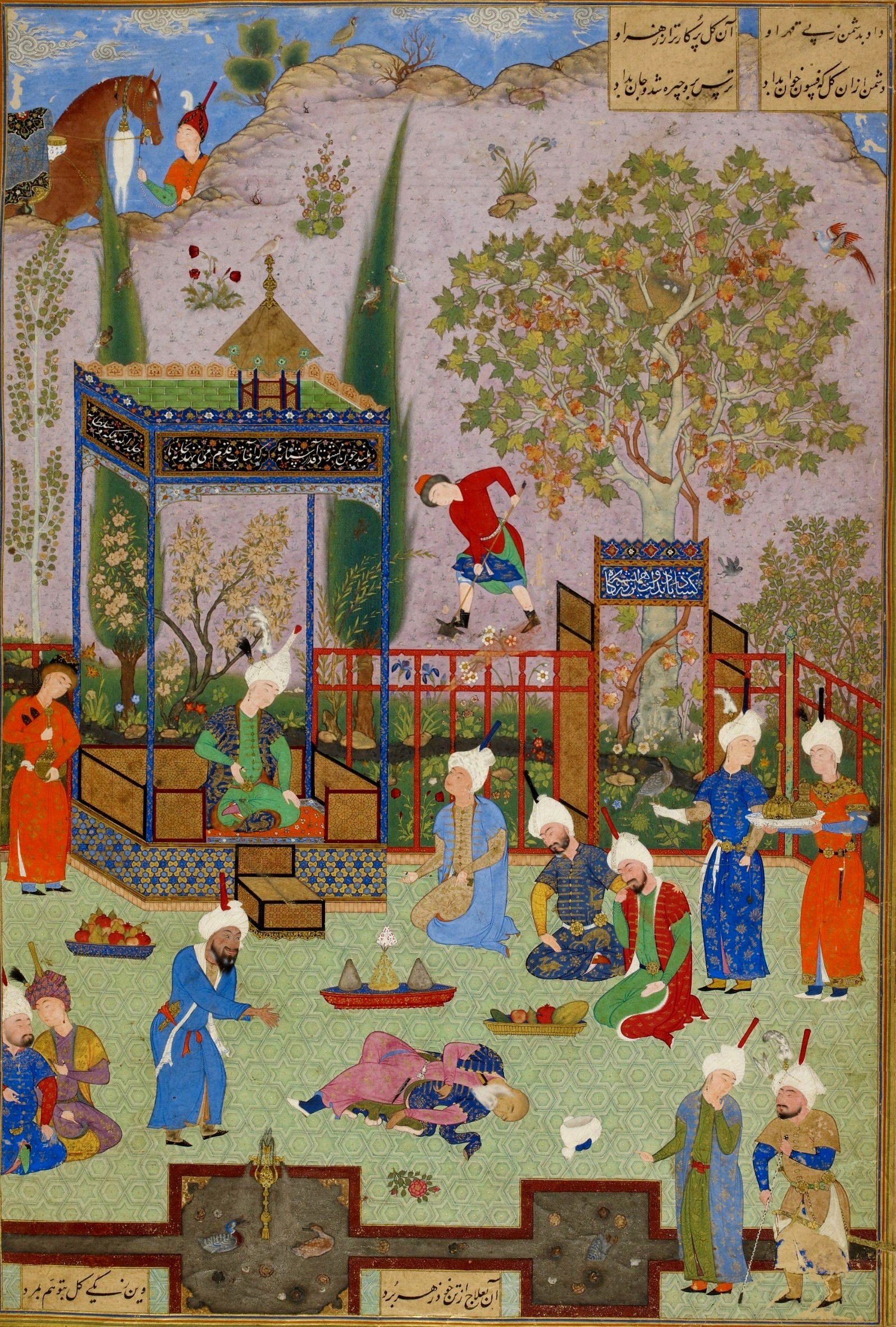
Аgha Мirek. La Dispute entre deux médecins, « Khamseh » de Nizami, 1539-1543, British Library de Londres.

Sa carrière ressemble au début à celle d'autres miniaturistes de la cour de Tahmasp; puis il se met au service d'un neveu du chah, Sultan Ibrahim Mirza, parce que vers 1540 Tahmasp se lasse quelque peu de l'art des miniatures. La capitale est transférée à Qazvin et Agha Mirek est mis à la disposition de la nouvelle ketabkhaneh royale qui vient d'y être inaugurée. Sultan Ibrahim Mirza est nommé gouverneur de Mashhad, mais certains experts considèrent qu'Agha Mirbek ne s'y est jamais rendu et qu'il travaillait comme autrefois à Tabriz, envoyant ses travaux par des messagers à Mashhad. 
Les historiens d'art contemporains distinguent quatre périodes qui jalonnent son évolution artistique. D'abord les années 1520, lorsqu'il peint des personnages plus importants dans des paysages finement dessinés. Une période de transition dans les années 1530 suivie de la quatrième période jusque vers 1555, lorsque le peintre compose des scènes de plus en plus difficiles et complexes, avec des tons plus délicats. La dernière période, entre 1555 et 1575, marque le retour du peintre à sa manière de jeunesse.

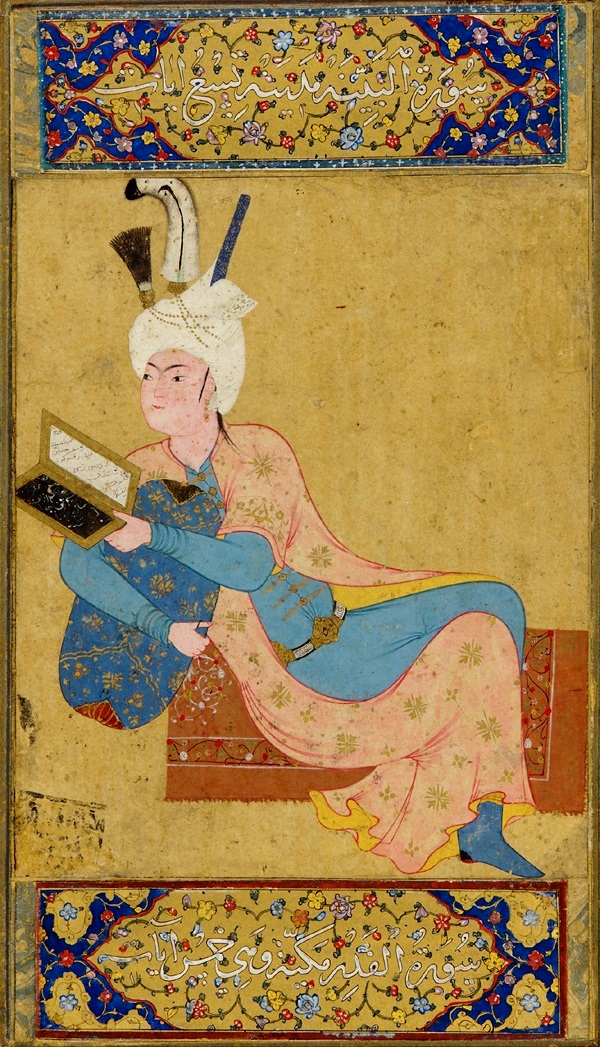
Аgha Mirek. Prince au repos en train de lire, vers 1530, Freer Gallery of Art de Washington.

Les historiens d'art Dickson et Welch estiment qu'Agha Mirek a pris part dans sa jeunesse à l'illustration du « Livre des rois » appartenant au jeune chah Tahmasp, jusque dans les années 1525-1535. Mais ce manuscrit est détaché en différents feuillets répartis dans plusieurs collections et musées du monde. Entre 1539 et 1543, il compose - avec d'autres maîtres de l'époque - les miniatures de l'exemplaire du « Khamseh » de Nizami commandé par le chah. Quatre miniatures de ce manuscrits sont signées d'Agha Mirek, la plus intéressante étant la miniature intitulée La Dispute entre deux médecins. Elle montre deux médecins de la cour se disputant sur le fait de savoir qui est le plus qualifié des deux. L'un d'eux a préparé une infâme pilule qui retourne l'estomac, provoquant la mort du patient. Il propose à son adversaire de l'avaler. Celui-ci s'exécute, mais avale en même temps un contrepoison de sa façon et en souriant cueille une rose qu'il donne à manger à son rival qui meurt aussitôt. 
En travaillant à la cour du prince Sultan Ibrahim Mirza, Agha Mirbek prend part au travail d'illustration du manuscrit du poème « Les Sept trônes  » (Haft Aourang) du poète Djami, ce qui le conduit aux années 1556-1565. Le manuscrit est conservé aujourd'hui à la Freer Gallery of Art de Washington. En plus de travaux prestigieux de la même sorte, Agha Mirbek compose des miniatures sur des feuillets à part. On peut distinguer deux miniatures de la Freer Gallery: Les Deux princes (vers 1535), Prince au repos en train de lire (vers 1530). Certains estiment que cette dernière est le portrait du jeune chah Tahmasp en train de lire. Ce portrait est, au-delà de son sujet, traité de manière idéale, montrant un jeune homme beau et sage, représentant un modèle pour les poètes mystiques du soufisme. Ce dernier allie toujours la beauté (avant tout masculine) à l'idéal mystique, comme on le trouve dans la figure légendaire de Youssouf. C'est le nom de ce dernier que l'on voit sur le livre tenu par le prince. Le parallèle est donc évident. 
Аgha Mirek est un des minaturistes persans les plus importants du XVIe siècle. Son meilleur élève fut Nizameddine Sultan Mohammad; l'art d'Agha Mirbek se prolonge chez des miniaturistes Moghols qui copièrent son œuvre.

## Source
- (ru) Cet article est partiellement ou en totalité issu de l’article de Wikipédia en russe intitulé « Ага Мирек » (voir la liste des auteurs).